# Soltanto un altro giorno
(Tagline del crossover)
Soltanto un altro giorno (in inglese One More Day, "Un altro giorno") è una saga a fumetti con protagonista l'Uomo Ragno, scritta da J. Michael Straczynski, disegnata da Joe Quesada ed edita dalla Marvel Comics. Il primo dei quattro capitoli del crossover venne pubblicato nel settembre 2007 e la saga si concluse, con alcuni ritardi, nel dicembre dello stesso anno. Soltanto un altro giorno comincia in The Amazing Spider-Man n.544, prosegue in Friendly Neighborhood Spider-Man n.24 e The Sensational Spider-Man (Vol. 2) n.41 e si conclude in The Amazing Spider-Man n.545.
L'arco narrativo servì come base per la ristrutturazione del personaggio e della collana, con il risultato della chiusura di tutti titoli dell'Uomo Ragno, Friendly Neighborhood Spider-Man e Sensational Spider-Man, con l'eccezione della testata mensile The Amazing Spider-Man che, negli Stati Uniti, iniziò ad uscire tre volte al mese.
La vicenda cancella di fatto tutti gli eventi legati all'Uomo Ragno durante la miniserie Civil War, e riscrive diversi elementi della continuità del personaggio, inclusa una parte delle storie narrate sin dal 1987, anno in cui fu pubblicato il racconto del matrimonio tra Peter e Mary Jane.

## Trama
May Parker, la zia di Peter, sta lentamente morendo a causa di un colpo sparato da un sicario assoldato da Kingpin, destinato in realtà allo stesso Peter. Peter Parker, disperato, è costretto a chiedere aiuto a Tony Stark per poter pagare le cure, nonostante il loro rapporto si sia deteriorato irrimediabilmente durante gli eventi legati a Civil War; Peter è fermamente deciso ad aiutare zia May in qualunque modo possibile. Peter chiede un consulto al Dottor Strange, che lo informa di non poter fare niente per salvare la donna. Aiuta comunque Peter a contattare nello stesso istante temporale le più grandi menti dell'universo, tra cui Dottor Destino, l'Alto Evoluzionario, Mister Fantastic e Dottor Octopus. Peter tenta di tornare indietro nel tempo, grazie ad un incantesimo che aveva visto nella dimora di Strange, senza il consenso dello stesso, ferendosi. Lo stregone lo guarisce e lo riporta indietro, incoraggiandolo ad arrendersi e a stare vicino alla zia nei suoi ultimi giorni. Sulla via di ritorno per l'ospedale, incontra una bambina, che afferma di avere la soluzione ai suoi problemi.
Peter cerca di parlare con la bambina, ma questa scappa via. Rincorrendola, Peter incontra diversi uomini e una donna vestita di rosso, che lo informa di aver appena conosciuto delle sue versioni alternative, provenienti da universi in cui Peter non è mai diventato l'Uomo Ragno. In una lui è un inventore di videogiochi grasso, solitario e snobbato dalle donne e in un'altra è uno scienziato ricco e famoso ma triste e solo. La donna si trasforma poi nel demone Mefisto, che gli propone un patto col diavolo, affermando di essere l'unico in grado di salvare May. Come pagamento, Mefisto chiede la felicità, in quanto si ciba del dispiacere e dell'infelicità delle persone, di Peter: il matrimonio con Mary Jane. Il demone concede ai due fino alla mezzanotte successiva per accettare o meno la sua proposta.
Peter e Mary Jane accettano il patto, dopo una travagliata e sofferta discussione. Mary Jane sussurra poi una misteriosa offerta a Mefisto, in cambio di far dimenticare al mondo l'identità dell'Uomo Ragno. Il demone acconsente alla richiesta, ma prima svela l'identità della bambina incontrata da Peter: è la figlia che i due non avranno mai, non essendosi mai sposati. Cancella poi il loro matrimonio, i ricordi di Peter al riguardo, e la sua identità segreta nella mente di tutti.
Peter si risveglia da solo, nella stanza in cui viveva da ragazzo, in casa di zia May. Prende parte ad una festa, al quale partecipa anche Mary Jane, organizzata per il ritorno dell'amico Harry Osborn dall'Europa. Peter vede di sfuggita Mary Jane lasciare il party, affranta. Tutti gli ospiti alzano i bicchieri e brindano ad un nuovo giorno.

## Realizzazione
Soltanto un altro giorno fu ideato nel 2006 come l'ultimo arco narrativo scritto da Straczynski, che avrebbe abbandonato la testata dopo sei anni di permanenza. Le premesse della saga sembrerebbero prendere spunto da un progetto abbandonato della DC Comics dedicato al personaggio di Superman, Superman Now!, e ideato da Grant Morrison, Mark Millar, Mark Waid e Tom Peyer. Nella storia, in seguito abbandonata, Brainiac, in combutta con Lex Luthor, avrebbe scoperto l'identità segreta di Superman e l'avrebbe rivelata al mondo, per poi convertire le proteine del cervello di Lois Lane, nelle quali era registrata la conoscenza di Superman, in un veleno che l'avrebbe uccisa. Per salvarla, Superman avrebbe accettato di cancellare il ricordo di se stesso dalle menti di tutto il pianeta.
La casa editrice, che conosceva la trama del progetto DC e che comunque aveva tra le file degli scrittori Marvel lo stesso Millar, annunciò la mini-serie agli inizi del 2007, insieme alla notizia che il caporedattore Joe Quesada avrebbe disegnato i quattro numeri e decise di non rivelare nessun dettaglio della storia, optando per un'immagine promozionale, consistente nella sola frase What would you do... With one more day? (Cosa faresti... Con solo un altro giorno?), scritta in nero su sfondo bianco. Alla presentazione del crossover, avvenuta alla San Diego Comic Con nel giugno del 2007, Quesada rivelò diversi particolari, affermando che si trattava di "Una storia su Peter e MJ".
Alla stessa conferenza l'editore Tom Brevoort annunciò che Amazing Spider-Man sarebbe diventata l'unica collana dell'Uomo Ragno, e sarebbe uscita tre volte al mese. Essendo Quesada un detrattore del matrimonio tra Peter e Mary Jane, i fan ipotizzarono che la storia avrebbe trattato la fine dell'unione tra i due.
In seguito, Straczynski sorprese i lettori rivelando pubblicamente di volersi dissociare dalla storia:
(J. Michael Straczynski)

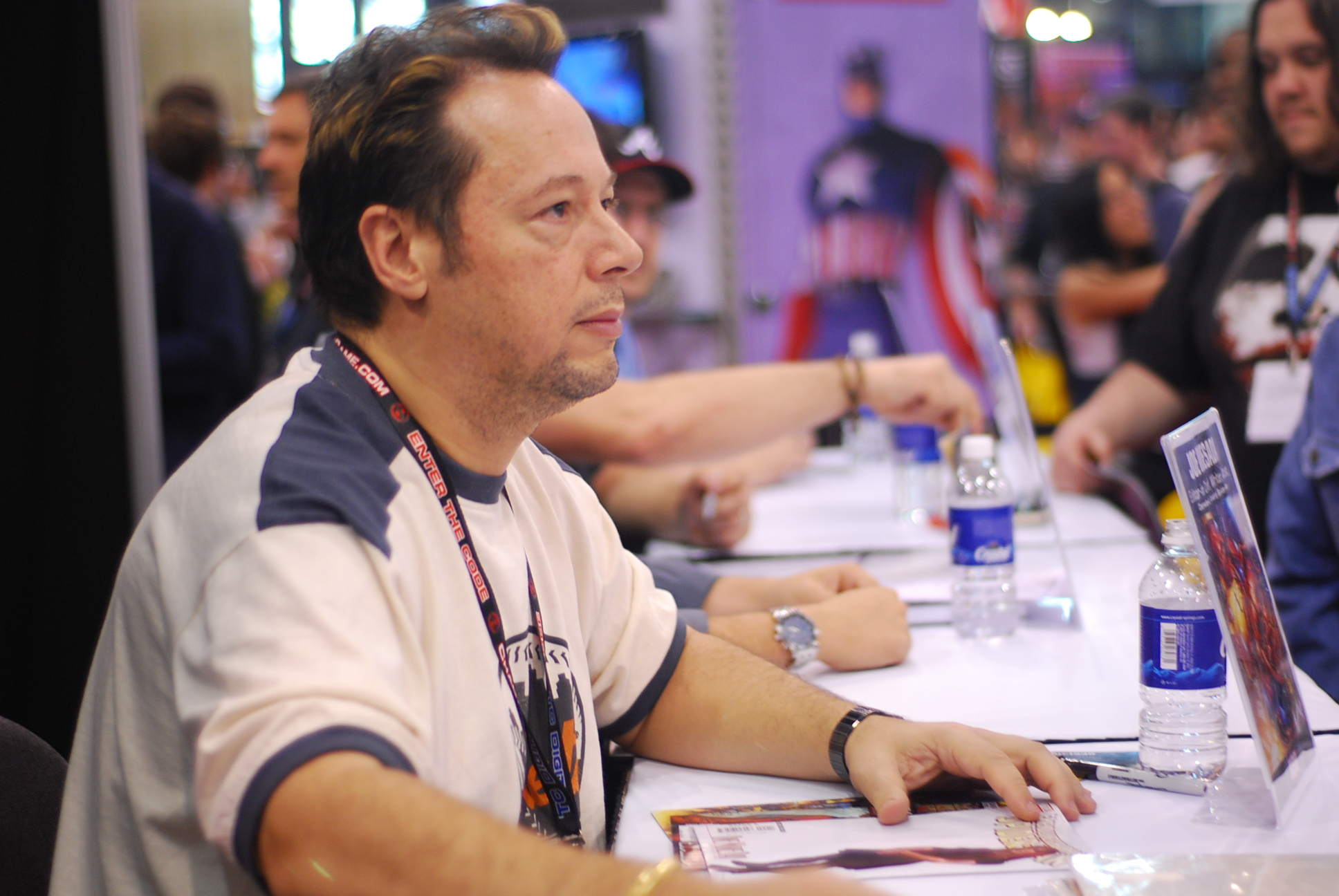
Joe Quesada, editor-in-chief e disegnatore della saga

In realtà, Straczynski ha scritto solo i primi due capitoli della storia, mentre i restanti sono opera di Quesada e di altri scrittori Marvel, come Brian Michael Bendis, Mark Millar e Ed Brubaker. Straczynski, infatti, intendeva proporre un ritorno agli albori del personaggio, con i ritorni di Gwen Stacy e di Harry Osborn, ma le sue idee furono bocciate, alimentando anche diverse discussioni tra lo scrittore e Quesada.
Attraverso una e-mail inviata al sito Newsarama, lo sceneggiatore si lamentò del fatto che la sua storia fosse stata scartata, in quanto modificava in maniera troppo massiccia gran parte delle storie del personaggio a partire dagli anni settanta, e parte della continuity di altri supereroi. L'idea dello scrittore era quella di cancellare il matrimonio usando delle componenti scientifiche, piuttosto che magiche. Secondo Straczynski, la Marvel rifiutò la sua storia perché avrebbero dovuto dare troppe spiegazioni; usando la magia, invece, Quesada credette che non ci fossero bisogno di spiegazioni, coniando una frase che divenne famosa tra i fan: "È magia, non dobbiamo spiegarla".
(J. Michael Straczynski)

### Distribuzione
Il primo capitolo di Soltanto un altro giorno fu pubblicato su The Amazing Spider-Man n. 544, il secondo su Friendly Neighborhood Spider-Man n. 24, il terzo su Sensational Spider-Man n. 41, ed infine l'ultimo su Amazing Spider-Man n. 545. I quattro capitoli uscirono in formato comic book in volumetti spillati di 17x26 cm di 32 pagine ciascuno.
Originariamente previsto per l'estate 2007, la data d'uscita fu posticipata ad ottobre a causa dei ritardi di Quesada nella consegna delle tavole. Il primo numero dell'arco narrativo fu infine rimandato al 28 novembre, mentre l'ultimo uscì il 27 dicembre.
Il numero finale, il numero 545 di Amazing Spider-Man, si classificò al secondo posto tra i 300 fumetti più venduti nel dicembre 2007, con una vendita preordine pari a 124 481 copie.
In Italia, la saga fu pubblicata nei numeri 487 e 488 del quindicinale L'Uomo Ragno, tra giugno e luglio 2008 in spillati di 80 pagine. Il primo dei due albi venne distribuito in due versioni, una classica e una con sovraccopertina e sedici pagine aggiuntive, con disegni preparatori e interviste. Il numero 488, invece, fu presentato con due copertine alternative.

## Accoglienza
Il crossover fu duramente condannato dai lettori e dai critici americani ed etichettato come "subdola mossa commerciale". Jesse Schedeen, su IGN, descrisse il finale dell'arco narrativo come «Il peggior fumetto Marvel del 2007, senza ombra di dubbio» e «Una scorciatoia con il deus ex machina di prim'ordine». Ammise però che Straczynski riuscì a gestire bene la dinamica Peter/Mary Jane, rendendo i loro ultimi momenti insieme degni di nota, e che lo stile di Quesada sia adeguato al tono della storia.
Bryan Joel, sul sito IGN.com, criticò senza riserve il crossover:
(Bryan Joel)
Richard George affermò che Soltanto un altro giorno «Potrebbe dimostrare di essere il miglior esempio di influenza editoriale, evolutasi in maniera orribilmente sbagliata». Sia Joel che George si profusero comunque in complimenti al lavoro di Quesada come disegnatore.
J. Caleb Mozzocco, sul sito Newsarama, ammise la maggior facilità ad identificarsi con il personaggio dell'Uomo Ragno nel caso in cui questi appaia giovane e scapolo, ma affermò quanto la retcon sul matrimonio fosse inutile, considerando l'esistenza di collane come Ultimate Spider-Man e Marvel Adventures Spider-Man. Anche lo storico disegnatore della testata, John Romita Jr. ha espresso il suo disappunto per la trama imbastita: «Non sono d'accordo con l'idea di ripartire, anche se la trovata di Mefisto credo sia stata una buona idea. Ma non concordo con tutto il processo».
Troy Brownfield criticò la decisione di Quesada di far fare a Peter un patto con il diavolo per ragioni egoistiche e bambinesche definendola «Un gran dito medio all'idea di matrimonio».

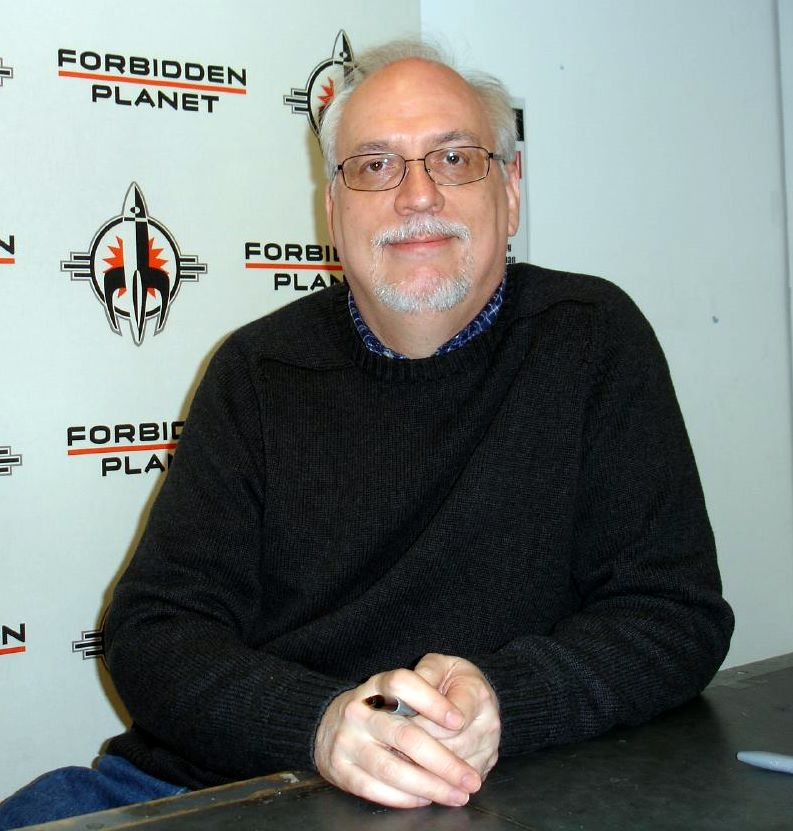
Straczynski fu il fautore del riavvicinamento tra Peter e Mary Jane

Brandon Thomas scrisse una recensione positiva, definendo Soltanto un altro giorno «Una vicenda narrata incredibilmente bene. Specialmente per la scelta moralmente ambigua che Peter deve fare. E i disegni di Quesada danno il giusto tono di pentimento, colpa e disperazione. In fondo il matrimonio di Peter Parker non è una componente così vitale nella mitologia del personaggio».
La rivista Wizard giudicò positivamente la parte grafica, in particolare il modo in cui Quesada differenzia le ultime pagine della storia, più leggere e chiare, dal resto del crossover, oscuro e carico. L'intera messa in opera e l'esecuzione, però, venne considerata semplicemente senza senso, fallendo nell'enfatizzare i personaggi e le loro decisioni. Wizard criticò anche l'uso della magia in un titolo basato più sulla scienza che sul fantastico, definendolo «Il più grande imbroglio dai tempi di Dallas».
Durante un servizio dedicato, anche il canale britannico Channel 4 paragonò la reazione del pubblico a Soltanto un altro giorno a quella di Dallas, e aggiunse che «Le reazioni dei lettori sono puro veleno». Channel 4 speculò sui veri intenti del racconto: avvicinare il fumetto alla sua versione cinematografica.
Lo storiografo del mezzo fumettistico, Peter Sanderson, criticò la saga per l'uso dell'elemento supernaturale in sostituzione al divorzio della coppia, ricordando agli scrittori Marvel che l'Uomo Ragno ha spesso affrontato temi adulti, come la morte dello zio Ben e l'uso di droghe:
(Peter Sanderson)
La critica italiana espresse pareri contrastanti, mentre i fan bocciarono quasi all'unanimità la saga. Emanuele Emma, sul sito ComicUS, criticò la saga e la sua struttura:
Gianluca Reina, sempre su ComicUS, recensì positivamente il crossover, lodando sia la scrittura, che la parte grafica:
Marco Lupoi, direttore della Marvel Italia definì la saga "Commovente e straziante":

## Citazioni e riferimenti
- Il patto che Peter e Mary Jane stringono con Mefisto ricalca l'accordo che il diavolo fa con Faust. Il richiamo è reso evidente anche dal nome che il diavolo assume nell'opera, Mefistofele, molto simile a quello di Mefisto, personaggio che prima d'ora si era scontrato raramente con l'Uomo Ragno.
- Le quattro copertine del crossover riprendono lo stile e l'impostazione delle copertine degli anni settanta (compaiono infatti gli strilli, le didascalie, la suddivisione in riquadri e molti personaggi).[28]
- Nel gennaio 2009, la striscia giornaliera dedicata all'Uomo Ragno, scritta e disegnata da Stan Lee e Larry Lieber, solitamente indipendente dalla continuity Marvel, presentò una situazione identica a quella vista in Soltanto un altro giorno, in cui Peter è single e vive ancora con zia May.[29] A causa delle proteste da parte dei lettori la situazione è stata fatta tornare alla normalità nel giugno dello stesso anno, giustificando gli avvenimenti precedenti come frutto di un sogno.[30]

## Slogan promozionali
- «Spider-Man's world is about to change forever»[31]

«Il mondo dell'Uomo Ragno sta per cambiare per sempre»
- «Only one person in the Marvel Universe can save Spider-Man! But at what cost?»[31]

«Solo una persona nell'universo Marvel può salvare l'Uomo Ragno! Ma a quale prezzo?»
- «What would you do if you only had... One more day?»

«Cosa faresti se avessi soltanto un altro giorno?»
- «The end of an era!»

«La fine di un'epoca!»

## Sviluppi futuri
(Tom Breevort, sul manifesto organizzativo di Un nuovo giorno)

La copertina de L'Uomo Ragno n. 489, in cui avviene il cambio di titolo.

Soltanto un altro giorno servì come base per la ricostruzione del personaggio, stabilendo un nuovo status quo, simile alle atmosfere degli anni settanta, in cui Peter è single, vive ancora con zia May, diventata nel frattempo volontaria in un rifugio per senzatetto, e lavora come fotografo freelance per il Daily Bugle. Harry Osborn è resuscitato, Mary Jane e Peter non si sono mai sposati e nessuno al mondo conosce la reale identità dell'Uomo Ragno. Un nuovo giorno, arco narrativo in cui iniziano le nuove storie del personaggio, introduce diversi nuovi personaggi, tra cui Carlie Cooper, Ryan Maxwell, Sean Boyle, i cattivi Freak, Overdrive e Mr. Negative e l'eroina Jackpot. Molti lettori e lo stesso Uomo Ragno, all'epoca della sua prima apparizione, supponevano che dietro alla maschera ci fosse Mary Jane Watson.
Negli Stati Uniti, Un nuovo giorno portò grandi sconvolgimenti: tutte le testate Marvel dedicate all'Uomo Ragno furono chiuse, con l'eccezione dell'allora mensile The Amazing Spider-Man, che iniziò ad uscire tre volte al mese. Per poter consentire la pubblicazione tre volte al mese, fu creato un team apposito, detto Spider-Trust, composto da quattro scrittori (Dan Slott, Marc Guggenheim, Bob Gale e Zeb Wells) e altrettanti disegnatori (Steve McNiven, Salvador Larroca, Phil Jimenez e Chris Bachalo), che si alternavano sulla testata, alla maniera delle serie televisive: la prima fase di Un nuovo giorno, infatti, si suddivideva in quattro archi narrativi da tre albi, ognuno realizzato da quattro coppie differenti, anche se le idee di fondo risultavano create ed organizzate da tutti e quattro gli scrittori. Bachalo e Jimenez furono gli unici a rimanere sulla testata per un lungo periodo. A sostituire i restanti disegnatori vennero chiamati Mike McKone, Marcos Martin, Barry Kitson e John Romita Jr., mentre Mark Waid prese il posto di Wells, impegnato in altri progetti televisivi.
Essendo questo un drastico mutamento nelle storie e nei toni, in Italia L'Uomo Ragno, la testata che ospita le storie del personaggio, venne rinominata in Spider-Man: ciò creò lamentale da parte degli appassionati, affezionati al nome italiano del personaggio. Massimiliano Brighel, curatore della testata, affermò come il cambiamento è stato effettuato per tentare di far salire le vendite di Spider-Man Collection, la ristampa delle prime storie dell'Uomo Ragno.
Nell'aprile 2010 venne annunciato il seguito di Soltanto un altro giorno, in cui gli interrogativi rimasti irrisolti e le cause della rottura tra Peter e Mary-Jane vennero svelati. La storia in questione, One Moment in Time, scritta dallo stesso Quesada e disegnata da Paolo Rivera, venne pubblicato a partire da Amazing Spiderman v1 n.638.
Nel 2020 durante l’epilogo della saga  Ultimi resti Peter Parker riesce a ricordare gli eventi precedenti al patto con Mefisto, dopo essere stato ucciso e in seguito resuscitato da Kindred. Contestualmente Mefisto rivela al Dottor Strange di aver avuto due visioni: una nella quale Spider-Man lo sconfiggeva e poneva fine al suo regno e un'altra in cui accadeva lo stesso, ma per mano di sua figlia, Spider-Girl. Cancellando il matrimonio tra Peter e Mary Jane il Signore dell’Inferno avrebbe potuto evitare uno dei due scenari, ma il suo piano si rivela infine vano.